# بخش ماریستاد
بخش ماریستاد (به سوئدی: Mariestads kommun) یک ناحیه شهرداری در سوئد است که در شهرستان وسترا گوتلاند واقع شده‌است.